# Bergnyala
Der Bergnyala (Tragelaphus buxtoni) ist eine afrikanische Antilope. Der Name deutet an, dass man ihn früher für einen nahen Verwandten des Nyala hielt; heute hält man es für wahrscheinlicher, dass er eine Schwesterart des Großen Kudu ist. Der Bergnyala wird von der IUCN als gefährdet (endangered) eingestuft. Der Bergnyala wurde erst 1908 entdeckt und gilt als der letzte große Paarhufer der afrikanischen Fauna, der entdeckt wurde. Nach wie vor ist der Bergnyala eine wenig erforschte Tierart.
Der Artzusatz im wissenschaftlichen Namen ehrt den englischen Major Ivor Buxton, der das Typusexemplar schoss.

## Aussehen

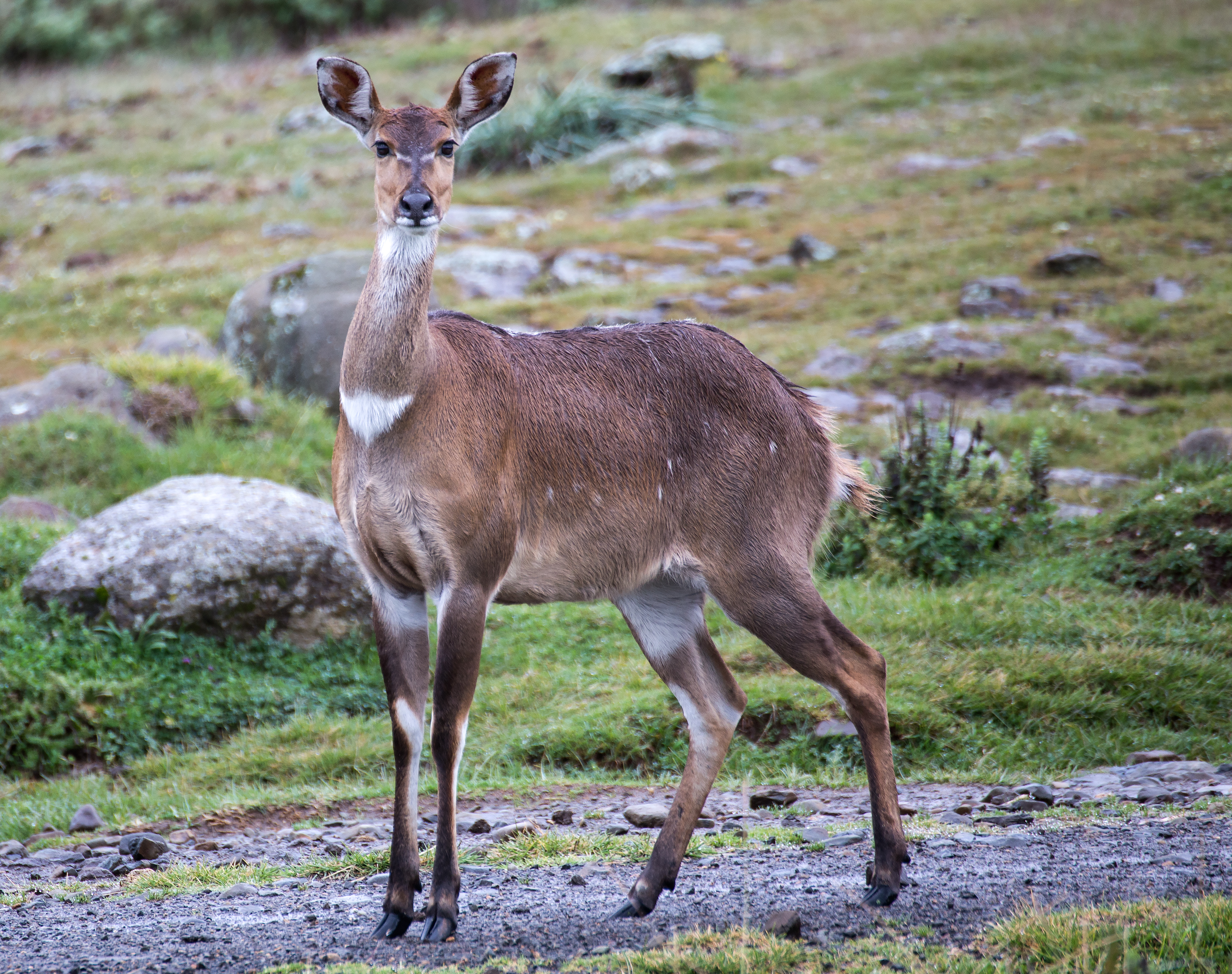
Weibchen

In ihren allgemeinen Proportionen und ihrer Größe ähneln die hornlosen Weibchen mitteleuropäischen Hirschkühen. Sie weisen ein graubraunes Fell mit hellerer Unterseite auf. Im Vergleich zum Großen Kudu sind die verstreuten Punkte und Streifen nur schwach ausgeprägt und kaum sichtbar. Sie erreichen eine Körperlänge von 190 bis 200 cm und ein Gewicht von 150 bis 200 kg. Die hörnertragenden erwachsenen Böcke können mit einem Gewicht von 180 bis 300 kg fast doppelt so schwer werden wie die Kühe und erreichen mit einer Körperlänge von 240 bis 260 cm fast die Maße des Großen Kudu. Das Fell ist sepiabraun und bei den männlichen Tieren länger als bei den Weibchen, besonders im Bereich der Schultern und im Nacken und es bildet auf dem Rücken einen Kamm. Am Hals befinden sich deutliche weiße Markierungen und weitere im Gesicht, an den Ohren und an den Vorderbeinen. Mit zunehmendem Alter wird das Fell dunkler und kann während der kalten Jahreszeit sehr zottig werden. Das Gehörn variiert in der Dicke, der Länge und in der Anzahl der schraubenartigen Drehungen und kann entlang der Krümmung gemessen bis zu 1,2 m lang werden.

## Verbreitung

Verbreitungsgebiet der Bergnyala

Das Verbreitungsgebiet umfasst nur 150 km² im Hochland von Äthiopien, vornehmlich im Bale- und im Arussigebirge. Hier bewohnt er Bergwälder in Höhenlagen zwischen 2500 und 3500 Metern. Es handelt sich damit um eine Antilope mit einem ungewöhnlich kleinen Lebensraum. Neben dem Bergnyala ist nur noch der Abbott-Ducker in seiner Verbreitung auf Bergwälder begrenzt.

## Fortpflanzung
Das Weibchen des Bergnyala bringt nach einer Tragzeit von 7,5 bis 8 Monaten ein Junges zur Welt. Dieses kann bereits nach wenigen Stunden stehen und laufen.

## Bestand
Erst 1908 wurde diese Art für die westliche Wissenschaft durch Richard Lydekker beschrieben. Seitdem gingen die ohnehin geringen Bestände durch illegale Trophäenjagd weiter zurück. Von 8000 Tieren um 1960 ist die Population nun auf unter 3000 gefallen. Die IUCN stuft den Bergnyala als bedroht ein.

## Einzelbelege
1. ↑   Spinage, S. 173
2. ↑  Beolens, Watkins & Grayson: The Eponym Dictionary of Mammals. Johns Hopkins University Press, Baltimore 2009, ISBN 978-0-8018-9304-9, S. 67 (Buxton, I.).
3. ↑   Spigane, S. 36